# 卡纳维埃拉
卡纳维埃拉（葡萄牙語：Canavieira）是巴西皮奥伊州的一个市镇。总面积1803.466平方公里，总人口3984人，人口密度2.2人/平方公里。